# Haplostomides bellus
Haplostomides bellus är en kräftdjursart som beskrevs av Shigeko Ooishi och Rolf Dieter Illg 1977. Haplostomides bellus ingår i släktet Haplostomides och familjen Ascidicolidae. Inga underarter finns listade i Catalogue of Life.